# 베닌 제국
베닌 제국(Benin Empire, 1440년 ~ 1897년)은 15세기 중엽부터 17세기 중엽까지 나이지리아 삼림지역(오늘날의 나이지리아 에도주)에서 번성한 제국이다. 수도는 베닌시티이고 1440년에 건국되었다.
기니만 연안의 몇몇 부족국가를 다스렸으며, 주요 종족은 비니라고 불리는 에도족이었다. 베닌 제국은 삼림지대와 북부의 평야지대 사이에 있는 무역로에 있었기 때문에 번성할 수 있었다. 초기에는 구리·대추야자·무화과·상아·소금 등을 면화 제품과 교환했으나, 1486년에 포르투갈인이 들어온 이후에는 노예를 팔고 유럽산 총기와 그 밖의 물건들을 구입했다. 1897년에 영국에 정복당해 멸망했다.

## 같이 보기
- 베닌 제국의 국기
- 나이지리아의 역사